# Jesús Antonio Bejarano
Jesús Antonio Bejarano Ávila (Ibagué, Tolima, 24 de diciembre de 1946-Bogotá, 15 de septiembre de 1999) fue un economista y docente colombiano.
Fue asesinado en Bogotá en la Universidad Nacional de Colombia donde era docente, por parte de la guerrilla de las Fuerzas Armadas Revolucionarias de Colombia - Ejército del Pueblo (FARC-EP).

## Biografía
Egresado y profesor de la Universidad Nacional de Colombia, obtuvo el título de maestro en desarrollo económico de la Universidad de Carolina del Norte. Fue miembro de número de la Academia colombiana de ciencias económicas y profesor de la Universidad Nacional de Colombia, en donde llegó a ser decano de la Facultad de Ciencias Económicas.

### Trayectoria
Experto en la resolución de conflictos, fue consejero de paz en el gobierno de Virgilio Barco participó en el diseño y puesta en marcha del Plan Nacional de Rehabilitación (PNR) que se constituía como una estrategia de paz. Firmó acuerdos con el MA Quintín Lame, el Partido Revolucionario de los Trabajadores y el Ejército Popular de Liberación.
así como activo participante en las negociaciones con las guerrillas  de las FARC-EP, el ELN,  y las disidencias del EPL, en las negociaciones de paz de Caracas y Tlaxcala en el gobierno de César Gaviria en esta última decide dejar su puesto como negociador debido a diferencias políticas con los voceros del gobierno y la guerrilla. También fue presidente de la Sociedad de Agricultores de Colombia.
Fue embajador de Colombia en El Salvador y en Guatemala.
Ensayista, en su obra en la abordó temas tan diversos como el análisis económico del derecho, la economía agropecuaria, la historia económica, la epistemología y la resolución de conflictos. Jesús Antonio Bejarano puede ser considerado como un historiador, pues la historia fue uno de los temas predominantes en su trabajo, ya que ésta, al igual que las anteriores, ocupó un lugar preeminente en su vida profesional.
El expresidente César Gaviria dijo de él: "Bejarano fue un abanderado de la paz y del diálogo, tanto en su labor de negociador como desde la cátedra y la reflexión académicas. Su pasión por entender la naturaleza de los conflictos y, sobre todo, la dinámica de su solución, orientaron todas sus actividades profesionales y su reflexión sobre el futuro de Colombia".

## Obras y ensayos
Además de los artículos publicados en distintos periódicos y revistas, Bejarano publicó, de forma individual o en compañía de otros autores, distintas obras como:
- Ensayos de historia agraria colombiana.
- La economía colombiana en la década del setenta.
- Una agenda para la paz.
- Lecturas sobre economía colombiana.

## Asesinato
Siendo profesor de economía de la Universidad Nacional Jesús Bejarano fue asesinado el 15 de septiembre de 1999, al salón del Edificio 238 de la Facultad de Ciencias Económicas de la institución universitaria. Al día siguiente la universidad entró en protestas en rechazo por el asesinato. Su crimen ocurrió un mes después del asesinato de su amigo y colega de cátedra Jaime Garzón.
Después de su asesinato se barajaron hipótesis que estuvieran relacionados con su crimen en que se incluía tanto a la guerrilla de las FARC-EP, ya que acusaba públicamente al grupo guerrillero de incumplir en los Diálogos del Caguán a los que igualmente expresaba su oposición y calificaba como una farsa, así como a las Autodefensas Unidas de Colombia (AUC) ya que Bejarano responsabilizaba a la organización paramilitar de la mayor parte de las masacres en Colombia. 
Una investigación apunta a que su asesinato obedeció a declaraciones que el catedrático dio a los investigadores de la unidad de derechos humanos de la Fiscalía General de la Nación, quienes investigaban la participación de altos oficiales del Ejército Nacional de Colombia en el asesinato del líder conservador Álvaro Gómez Hurtado. Bejarano declaró que tanto él como Gómez se negaron a participar en un plan orquestado por las Fuerzas Militares para dar golpe de Estado al entonces presidente Ernesto Samper Pizano luego del escándalo del Proceso 8000.

### Investigación
Aunque el caso fue llevado ante la Corte Interamericana de Derechos Humanos, el crimen continúa en la impunidad. La investigación penal no ha dado con la identidad de los responsables del crimen.
El 9 de septiembre de 2015 la Sección Tercera de la Sala de lo Contencioso Administrativo del Consejo de Estado condenó a la Fiscalía General de la Nación al no haber protegido a Bejarano a pesar de contar con elementos de juicio que indicaban que su vida corría peligro. El mismo fallo condenó a la Universidad Nacional de Colombia por fallas en el servicio de vigilancia en el campus donde se perpetró el crimen.
Las FARC-EP asumieron la responsabilidad del crimen en octubre de 2020, en un comunicado del Secretariado de las FARC-EP ante la Jurisdicción Especial de Paz.
Ha sido homenajeado y las FARC-EP, en cabeza de Julián Gallo pidieron disculpas públicas por su asesinato.